# Valeria Bruschi
Valeria Bruschi is een Italiaans voormalig waterskiester.

## Levensloop
Bruschi werd in 1992 Europees kampioen in de Formule 1 van het waterski racing.

## Palmares
- 1992:  Europees kampioenschap